# Villa Hermann Beckmann

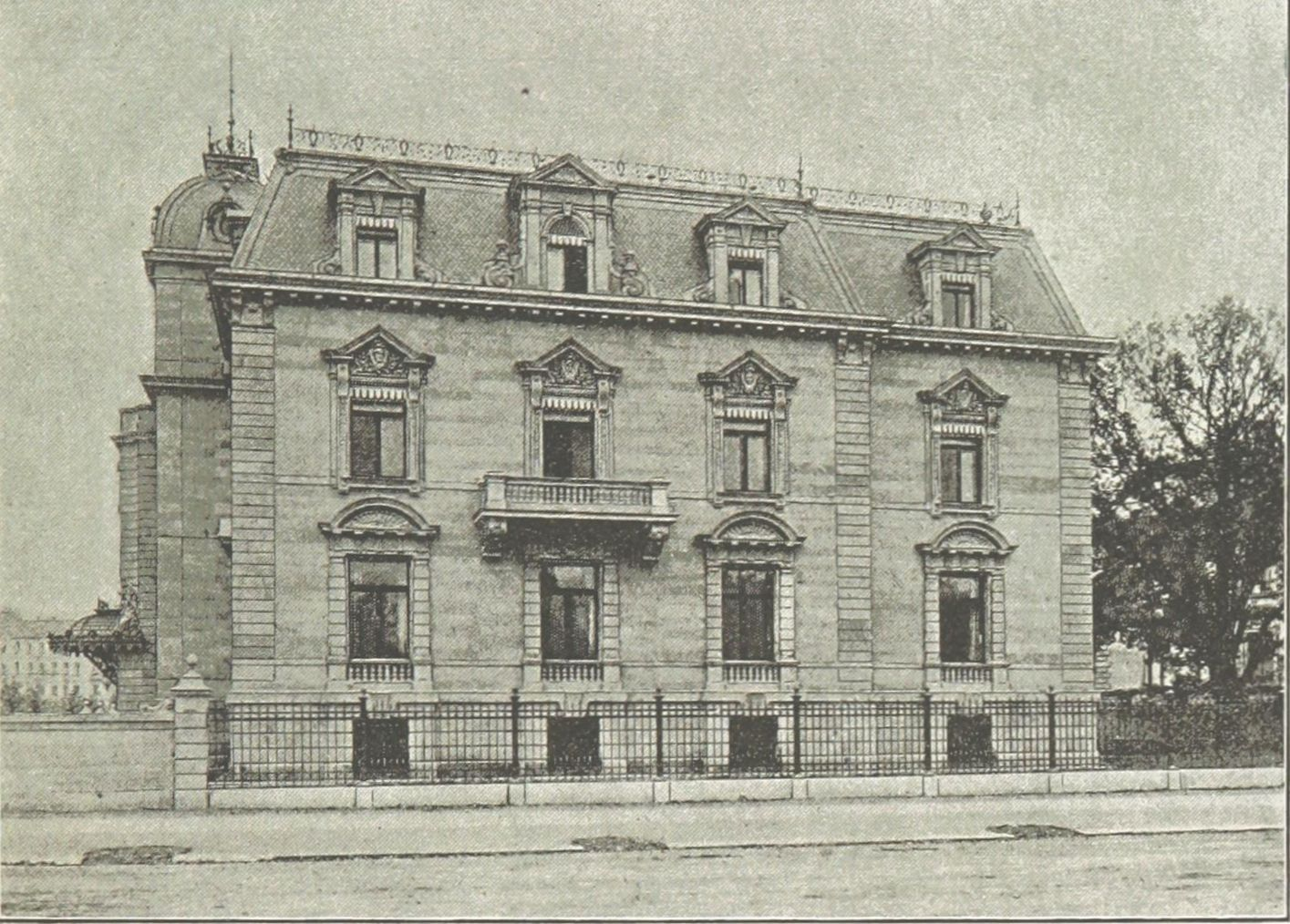
Villa Hermann Beckmann (1892)

Die Villa Hermann Beckmann war eine großbürgerliche Villa in Leipzig und Bestandteil des Villenrings entlang der Karl-Tauchnitz-Straße im Musikviertel. Das Haus wurde im Zweiten Weltkrieg bei den Luftangriffen auf Leipzig zerstört.

## Geschichte und Beschreibung

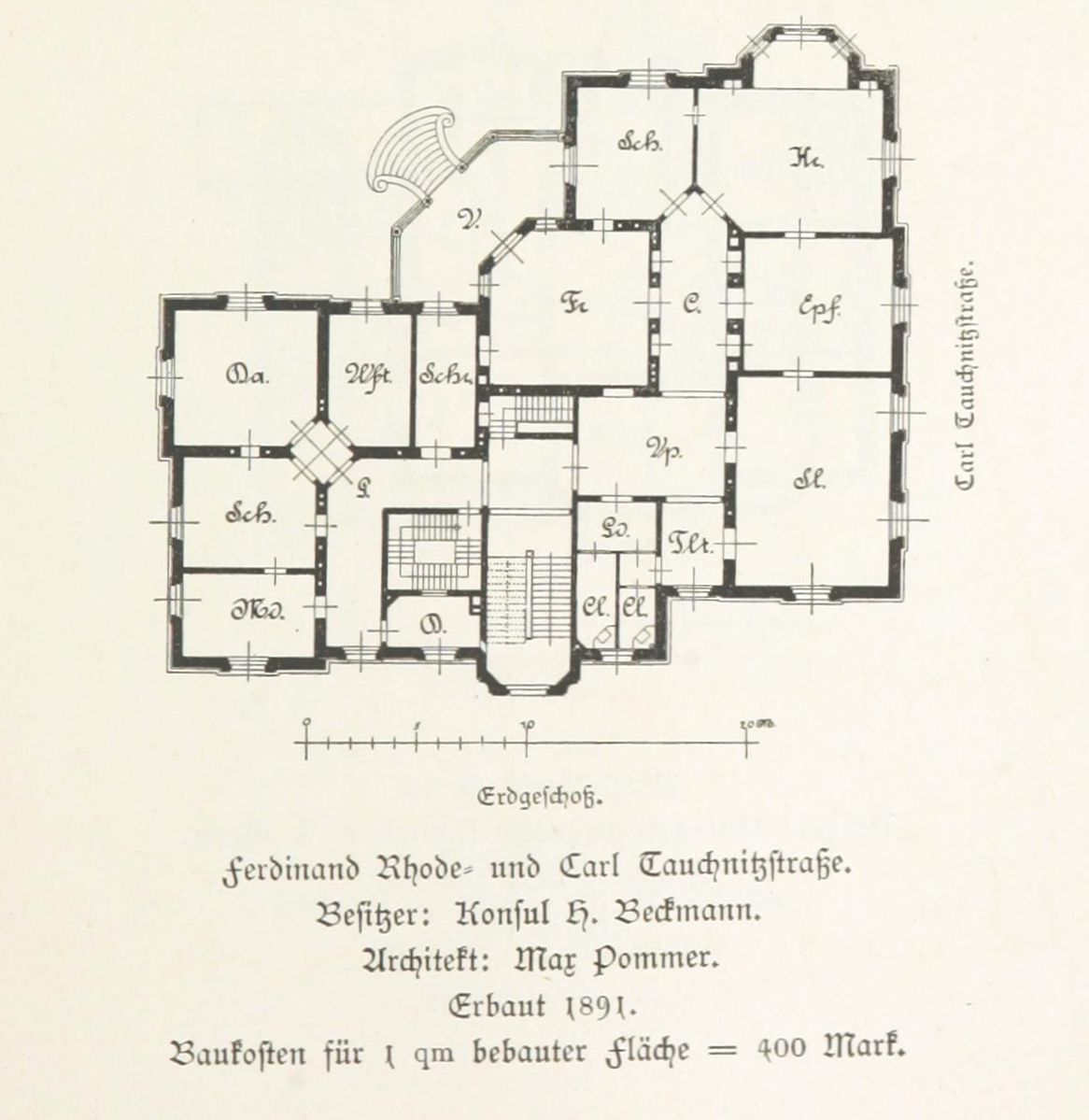
Grundriss der Villa Hermann Beckmann (1888)

Die Villa wurde 1888 von Max Pommer (1847–1915) für Konsul Hermann Beckmann (1819–1901) entworfen und 1891 im Stil der Neorenaissance errichtet und stand an der Ferdinand-Rhode-Straße 2 / Ecke Karl-Tauchnitz-Straße.
Die Villa bildete den Auftakt eines ganzen repräsentativen Viertels beginnend in der Ferdinand-Rhode-Straße bis zur Einmündung der Beethovenstraße. Die abgebildete Ansicht zeigt das Haus von der kürzeren Seite an der Karl-Tauchnitz-Straße. Der Eingang befand sich linksseitig an der längeren Hausseite in der Ferdinand-Rhode-Straße 2. Heute steht darauf eine Trafostation. Um 1912 lebte in der Villa der Verleger Paul List (1869–1929), Gründer des gleichnamigen Verlags.
Der Garten war im Vergleich zu den Nachbarvillen in der Karl-Tauchnitz-Straße etwa um die Hälfte kleiner, da die daneben liegende Villa Carl Beckmann in der Ferdinand-Rhode-Straße 4 den Platz bis zur Wächterstraße einnahm. Beide Villen mussten sich den Platz an der Ferdinand-Rhode-Straße teilen, so dass nicht genügend Raum für Stallgebäude und Remisen – wie bei den Nachbarvillen – vorhanden war.
Das Areal der ehemaligen Villa und deren Garten wurde mit benachbarten Grundstücken von fünf kriegszerstörten Villen (Villa Gruner, Villa Girbardt, Villa Wölker, Villa Oelßner und Villa Carl Beckmann) zwischen Ferdinand-Rhode-Straße und Beethovenstraße zusammengelegt, worauf 1970 die drei 16-geschossigen Punkthochhäuser (Typ PH 16) von Walter Havliczek errichtet wurden. Im Volksmund „die drei Gleichen“ genannt.